# 葛飾商工信用組合
葛飾商工信用組合（かつしかしょうこうしんようくみあい）は、かつて東京都葛飾区に本店を置いていた信用組合。
2006年10月10日付けで墨田区に本店を置く中ノ郷信用組合に合併した。

## 沿革
- 1953年12月　第百信用組合設立
- 1954年　大都信用組合と改称
- 1957年　葛飾商工信用組合と改称
- 2006年10月　中ノ郷信用組合に合併